# Hannu Mikkola
Hannu Olavi Mikkola (Joensuu, 24 maggio 1942 – Helsinki, 26 febbraio 2021) è stato un pilota di rally finlandese, campione del mondo nel 1983.

## Biografia
Laureato in ingegneria, Mikkola sin da ragazzo ambisce a diventare pilota di rally. Suo padre è amico di Osmo Kalpala, pilota di vertice negli anni '50, e nel 1958 Mikkola fa la sua conoscenza, cosa che lo spinge definitivamente a tentare la carriera di pilota.
Comincia correre privatamente nel campionato nazionale finlandese nel 1963.
Alla fine del 1965 Leo Yoki, uomo d'affari finlandese e grande mecenate di vari piloti finnici, decide di aiutarlo trovandogli degli sponsor e facendolo assumere come pilota della Volvo Finland. Nel 1966 Mikkola vince due rally nazionali in cui batte due noti piloti come Timo Makinen e Rauno Aaltonen.

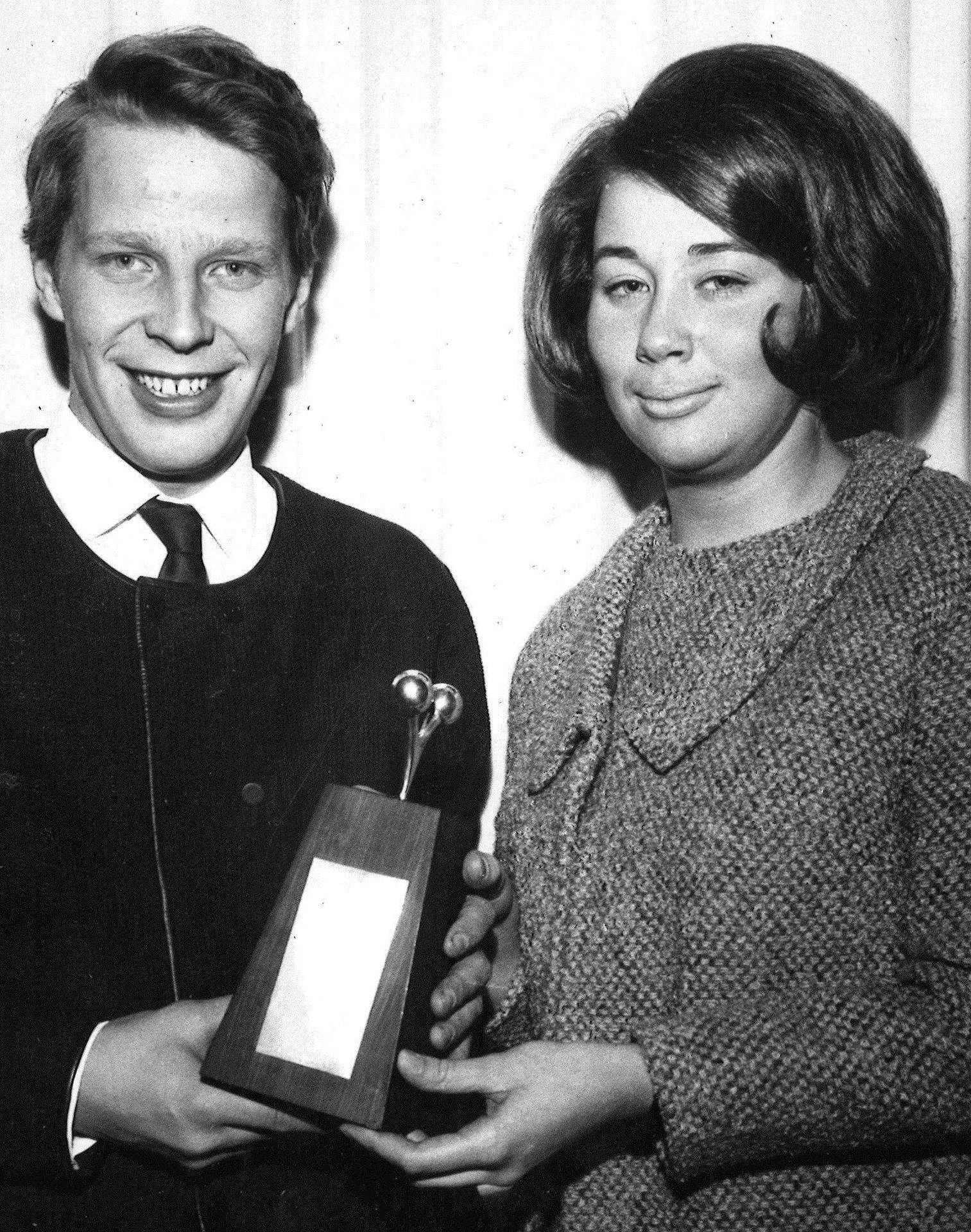
A sinistra Mikkola nel 1966

Cesare Fiorio, capo della squadra Lancia HF, affida a Mikkola una macchina per il rally di Montecarlo 1967. Il finlandese si batte bene trovandosi al 7º posto assoluto prima dell'ultima prova sul Turini, ma lo smarrimento della tabella di marcia fa scattare la squalifica.
Nel 1968 vince il Campionato Finlandese, arriva 2º all'Alpenfahrt con una Lancia e si fa notare con una buona prestazione all'Acropolis con una Volvo. I vertici della Ford lo ingaggiano, e Mikkola con una Escort vince la prestigiosa gara di casa, il rally dei 1000 Laghi, gara in cui trionferà per ben sette volte (1968-1969-1970-1974 con la Ford, 1975 con la Toyota e 1982-1983 con l'Audi), un record eguagliato solo da Marcus Gronholm.
Nel 1969 vince all'Alpenfahrt. Nel 1970 è 1º all'Arctic rally e trionfa alla massacrante maratona Londra-Mexico con una Ford Escort, una delle gare più lunghe di tutta la storia delle corse automobilistiche.

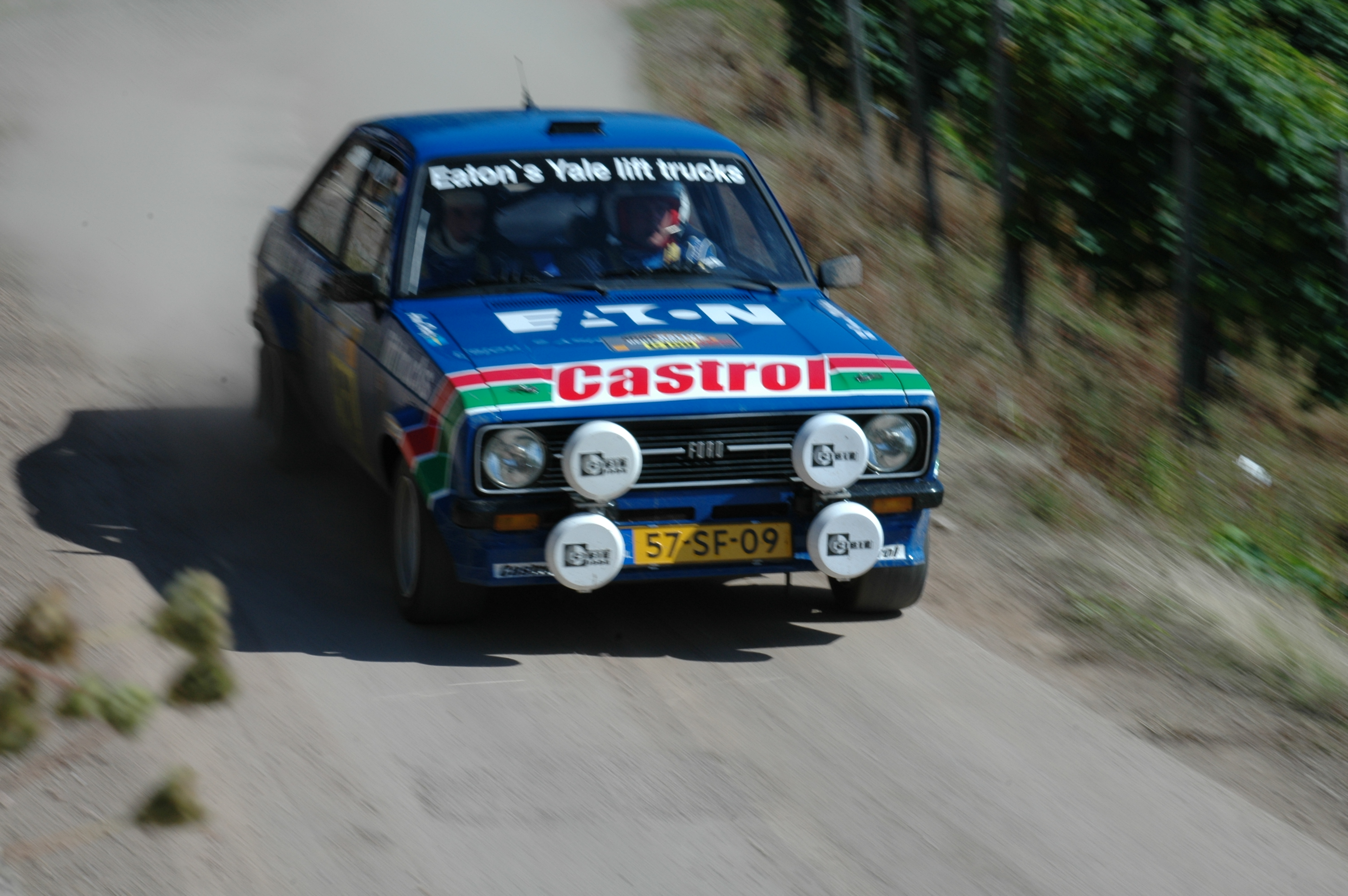
Escort RS1800 di Mikkola

Nel 1972, sempre con la Ford Escort, diventa il primo europeo a vincere il Safari rally.
Nel 1975, oltre alla vittoria al 1000 Laghi con la Toyota, corre alcune gare con la squadra FIAT (2º a Montecarlo e in Portogallo in coppia con Jean Todt) e vince in Marocco con la Peugeot (sempre con Todt).
Nel 1978 torna alla vittoria in gare iridate col trionfo al RAC sull'Escort RS e perde in Portogallo negli ultimi chilometri dopo una famosa lotta con Markku Alén.

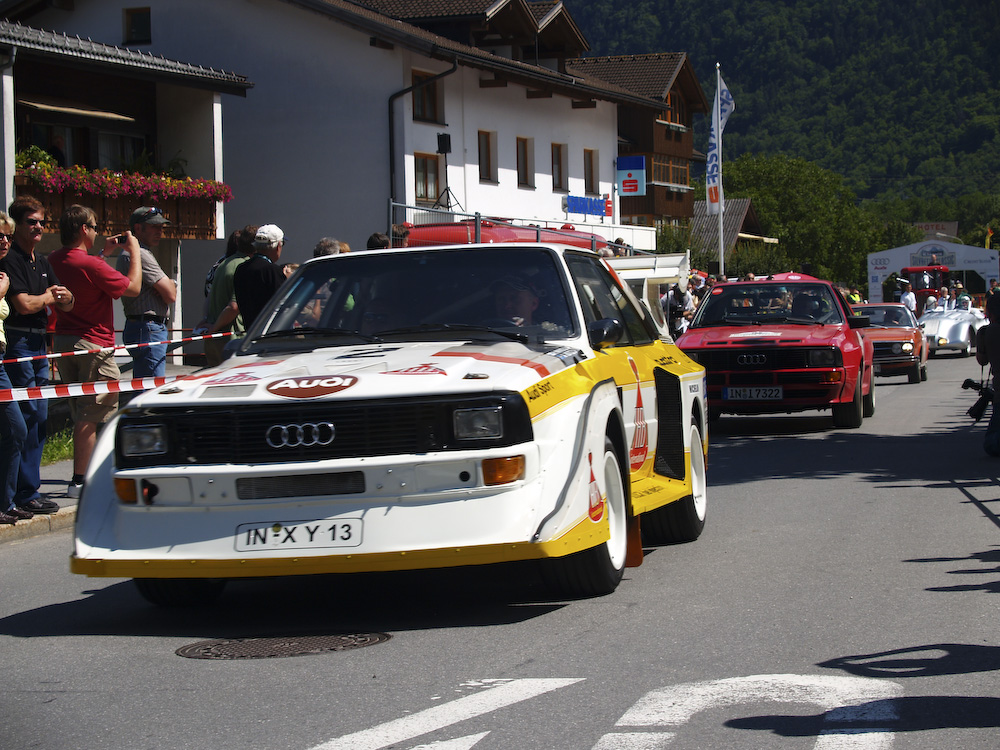
Mikkola su Audi Sport quattro, in una esibizione del 2007

Nel 1979 viene istituito il Campionato Mondiale rally Piloti, e Mikkola vince 4 gare: in Portogallo, in Nuova Zelanda e al RAC con la Ford, e poi in Costa d'Avorio con la Mercedes (con cui è anche 2º al Safari), ma il titolo gli sfugge per un solo punto a vantaggio di Björn Waldegård.
Nel 1980, correndo sempre con Ford e Mercedes, non vince nessun rally ma è di nuovo 2º in Campionato dietro a Walter Röhrl.
Sempre nel 1980 diventa collaudatore dell'Audi, che nel 1981 fa debuttare la prima macchina a trazione integrale nella storia dei rally, la "Quattro". Hannu Mikkola ricopre un ruolo fondamentale nello sviluppo dell'Audi Quattro.

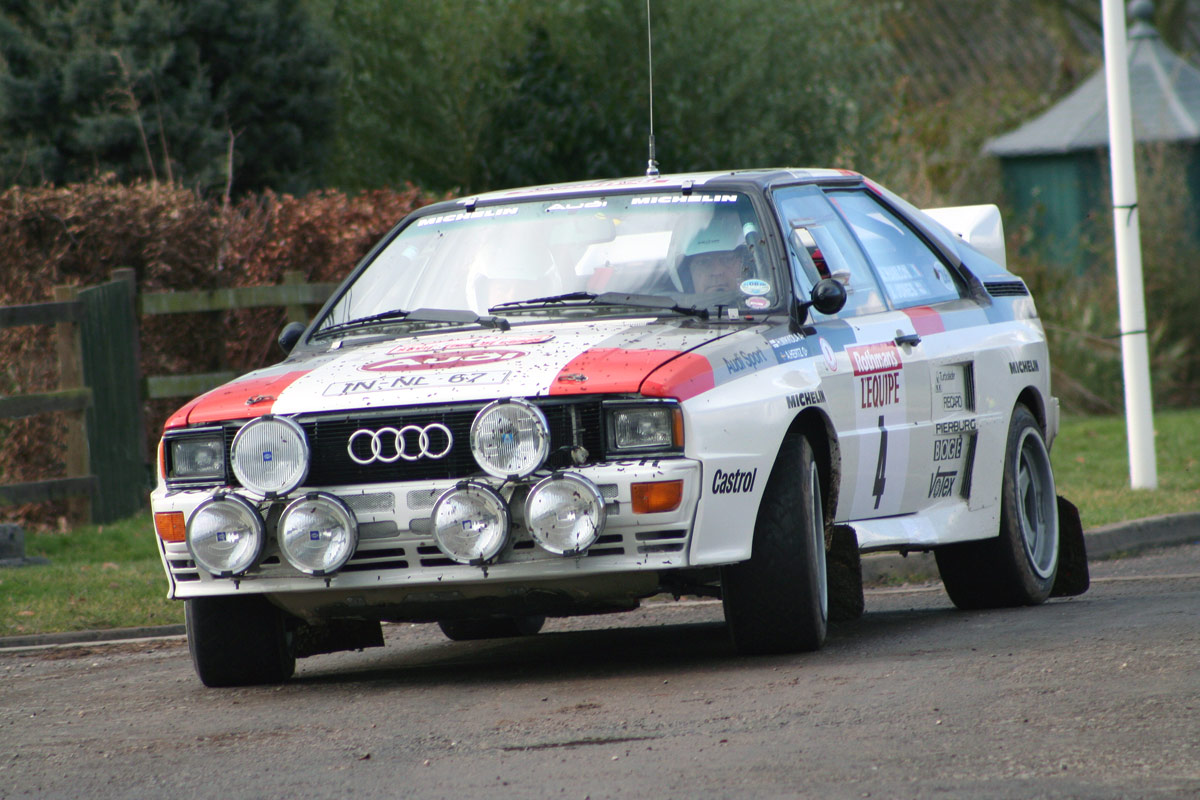
Audi Quattro A2 di Mikkola

Porta la prima vittoria alla casa tedesca nel 1981 al rally di Svezia, ripetendosi al RAC e giungendo 3º nel Mondiale. La stagione successiva arriva nuovamente terzo nel mondiale piloti, con 2 vittorie (1000 Laghi e RAC) e 2 secondi posti, dietro alla sorprendente Michèle Mouton che per poco non vince il mondiale ai danni di Walter Röhrl.
Nel 1983 grazie ai 7 podi di cui 4 vittorie (Svezia, Portogallo, Argentina e 1000 Laghi) Mikkola si aggiudica il Mondiale Piloti, anche se l'Audi perde per soli 2 punti la classifica costruttori vinta dalla Lancia 037. L'anno successivo ottiene 8 podi, con una vittoria in Portogallo. Il Mondiale va al compagno Stig Blomqvist con 125 punti, 21 in più di Mikkola, 2º.
L'ultima vittoria prima del ritiro, avvenuto nel 1993, è al Safari del 1987 con l'Audi 200 Quattro. 
Dopo aver avuto diversi copiloti nella prima parte della carriera (fra cui il futuro direttore della Scuderia Ferrari Jean Todt), dal 1978 ha gareggiato regolarmente in coppia con Arne Hertz.
Da quando fu istituito il Campionato Mondiale Marche (1973), Mikkola ha ottenuto 18 vittorie iridate.
È scomparso nel 2021 all'età di 78 anni a seguito di un tumore.

## Vittorie WRC
| N. | Rally                                   | Stagione | Co-pilota      | Auto                 |
| -- | --------------------------------------- | -------- | -------------- | -------------------- |
| 1  | 24º Rally dei 1000 Laghi                | 1974     | John Davenport | Ford Escort RS1600   |
| 2  | 18º Rally del Marocco                   | 1975     | Jean Todt      | Peugeot 504 TI       |
| 3  | 25º Rally dei 1000 Laghi                | 1975     | Atso Aho       | Toyota Corolla       |
| 4  | 27º Lombard RAC Rally                   | 1978     | Arne Hertz     | Ford Escort RS1800   |
| 5  | 13º Rally del Portogallo Vinho do Porto | 1979     | Arne Hertz     | Ford Escort RS1800   |
| 6  | 10º Motogard Rally of New Zealand       | 1979     | Arne Hertz     | Ford Escort RS1800   |
| 7  | 28º Lombard RAC Rally                   | 1979     | Arne Hertz     | Ford Escort RS1800   |
| 8  | 11º Rally Côte d'Ivoire                 | 1979     | Arne Hertz     | Mercedes 450 SLC 5.0 |
| 9  | 31º International Swedish Rally         | 1981     | Arne Hertz     | Audi quattro         |
| 10 | 30º Lombard RAC Rally                   | 1981     | Arne Hertz     | Audi quattro         |
| 11 | 32º Rally dei 1000 Laghi                | 1982     | Arne Hertz     | Audi quattro         |
| 12 | 31º Lombard RAC Rally                   | 1982     | Arne Hertz     | Audi quattro         |
| 13 | 33º International Swedish Rally         | 1983     | Arne Hertz     | Audi quattro A1      |
| 14 | 17º Rallye de Portugal Vinho do Porto   | 1983     | Arne Hertz     | Audi quattro A1      |
| 15 | 3º Marlboro Rally Argentina             | 1983     | Arne Hertz     | Audi quattro A2      |
| 16 | 33º Rally dei 1000 Laghi                | 1983     | Arne Hertz     | Audi quattro A2      |
| 17 | 18º Rallye de Portugal Vinho do Porto   | 1984     | Arne Hertz     | Audi quattro A2      |
| 18 | 35º Marlboro Safari Rally               | 1987     | Arne Hertz     | Audi 200 quattro     |

## Risultati nell'ICM/WRC
- 1970 -  Ford - Ford Escort Twin Cam - Ritirato nel Rally di Monte Carlo, ritirato nel Rally di Svezia e ritirato nel Rally di Gran Bretagna
- 1971 -  Ford - Ford Escort Twin Cam e Ford Escort RS 1600 MKI - Ritirato nel Safari Rally e 4° nel Rally di Gran Bretagna
- 1972 -  Ford e  Peugeot - Ford Escort RS 1600 MKI e Peugeot 504 Ti - 1° nel Safari Rally, ritirato nel Rally del Marocco, ritirato nel Rally dell'Acropoli e ritirato nel Rally di Gran Bretagna

| 1973 | Scuderia                                                   | Vettura                                             |   |  |  |     |     |  |  |     |  |  |  |     |  |  |  |  | Punti | Pos. |
| ---- | ---------------------------------------------------------- | --------------------------------------------------- | - |  |  | --- | --- |  |  | --- |  |  |  | --- |  |  |  |  | ----- | ---- |
| 1973 | Ford Motor Co. Ltd. e Milk Marketing Board - Ford Motor Co | Ford Escort RS 1600 MKI, Peugeot 504 Ti e Volvo 142 | 4 |  |  | Rit | Rit |  |  | Rit |  |  |  | Rit |  |  |  |  |       |      |

| 1974 | Scuderia            | Vettura                               |  |     |   |  |  |  |     |  |  |  |  |  |  |  |  |  | Punti | Pos. |
| ---- | ------------------- | ------------------------------------- |  | --- | - |  |  |  | --- |  |  |  |  |  |  |  |  |  | ----- | ---- |
| 1974 | Ford Motor Co. Ltd. | Peugeot 504 e Ford Escort RS 1600 MKI |  | Rit | 1 |  |  |  | Rit |  |  |  |  |  |  |  |  |  |       |      |

| 1975 | Scuderia                       | Vettura                                                                                               |   |     |     |  |   |   |   |  |  |     |  |  |  |  |  |  | Punti | Pos. |
| ---- | ------------------------------ | --- | - | --- | --- |  | - | - | - |  |  | --- |  |  |  |  |  |  | ----- | ---- |
| 1975 | Fiat Rally, HM-Racing e Toyota | Fiat 124 Abarth Rally, Peugeot 504, Peugeot 504 Ti, Toyota Corolla Levin TE27 e Toyota Celica 2000 GT | 2 | Rit | Rit |  | 1 | 2 | 1 |  |  | Rit |  |  |  |  |  |  |       |      |

| 1976 | Scuderia | Vettura |     |  |     |     |     |     |   |  |    |     |  |  |  |  |  |  | Punti | Pos. |
| ---- | --- | --- | --- |  | --- | --- | --- | --- | - |  | -- | --- |  |  |  |  |  |  | ----- | ---- |
| 1976 | Opel Euro Händler Team, Team Salvador Caetano, Kassidopoulos AEBE, Automobiles Peugeot, HM-Racing e Toyota Team Great Britain | Opel Kadett GT/E 16V, Toyota Corolla Levin TE27, Peugeot 504 Coupé V6, Toyota Celica 2000 GT (RA21) e Peugeot 104 ZS | Rit |  | Rit | Rit | Rit | Rit | 3 |  | 10 | Rit |  |  |  |  |  |  |       |      |

| 1977 | Scuderia                                   | Vettura                                                                                   |  |     |     |     |  |     |     |  |  |  |   |  |  |  |  |  | Punti | Pos. |
| ---- | ------------------------------------------ | ----------------------------------------------------------------------------------------- |  | --- | --- | --- |  | --- | --- |  |  |  | - |  |  |  |  |  | ----- | ---- |
| 1977 | Team Salvador Caetano, Marshalls (EA) Ltd. | Toyota Corolla Levin TE27, Toyota Celica 2000 GT (RA21), Peugeot 504 e Toyota Celica RA21 |  | Rit | Rit | Rit |  | Rit | Rit |  |  |  | 2 |  |  |  |  |  |       |      |

| 1978 | Scuderia                         | Vettura                  |  |   |  |   |  |     |  |  |  |  |   |  |  |  |  |  | Punti | Pos. |
| ---- | -------------------------------- | ------------------------ |  | - |  | - |  | --- |  |  |  |  | - |  |  |  |  |  | ----- | ---- |
| 1978 | Ford Motor Co. Ltd. e Eaton Yale | Ford Escort RS 1800 MKII |  | 2 |  | 2 |  | Rit |  |  |  |  | 1 |  |  |  |  |  |       |      |

| 1979 | Scuderia                                                                      | Vettura                                          |   |   |   |   |     |   |     |  |  |  |   |   |  |  |  |  | Punti | Pos. |
| ---- | ----------------------------------------------------------------------------- | ------------------------------------------------ | - | - | - | - | --- | - | --- |  |  |  | - | - |  |  |  |  | ----- | ---- |
| 1979 | Ford Motor Co. Ltd., D.T. Dobie / Daimler-Benz, Rothmans Rally Team e Masport | Ford Escort RS 1800 MKII e Mercedes-Benz 450 SLC | 5 | 5 | 1 | 2 | Rit | 1 | Rit |  |  |  | 1 | 1 |  |  |  |  | 111   | 2º   |

| 1980 | Scuderia | Vettura |     |   |     |     |     |   |     |   |   |  |   |     |  |  |  |  | Punti | Pos. |
| ---- | --- | --- | --- | - | --- | --- | --- | - | --- | - | - |  | - | --- |  |  |  |  | ----- | ---- |
| 1980 | Esso, Rothmans Rally Team, D.T. Dobie / Daimler-Benz, Daimler-Benz, Toyota Team Europe, Cable-Price Corp., e SEACI | Porsche 911 SC, Ford Escort RS 1800 MKII, Mercedes-Benz 450 SLC, Mercedes-Benz 500 SLC e Toyota Celica 2000 GT | Rit | 4 | Rit | Rit | Rit | 2 | Rit | 3 | 3 |  | 2 | Rit |  |  |  |  | 64    | 2º   |

| 1981 | Scuderia   | Vettura      |    |   |     |  |     |    |  |  |   |   |  |   |  |  |  |  | Punti | Pos. |
| ---- | ---------- | ------------ | -- | - | --- |  | --- | -- |  |  | - | - |  | - |  |  |  |  | ----- | ---- |
| 1981 | Audi Sport | Audi Quattro | 91 | 1 | Rit |  | Rit | SQ |  |  | 3 | 4 |  | 1 |  |  |  |  | 62    | 3º   |

| 1982 | Scuderia   | Vettura      |   |    |     |  |     |     |     |     |   |   |    |   |  |  |  |  | Punti | Pos. |
| ---- | ---------- | ------------ | - | -- | --- |  | --- | --- | --- | --- | - | - | -- | - |  |  |  |  | ----- | ---- |
| 1982 | Audi Sport | Audi Quattro | 2 | 16 | Rit |  | Rit | Rit | Rit | Rit | 1 | 2 | SQ | 1 |  |  |  |  | 70    | 3º   |

| 1983 | Scuderia   | Vettura                           |   |   |   |   |     |     |     |   |   |     |   |   |  |  |  |  | Punti | Pos. |
| ---- | ---------- | --------------------------------- | - | - | - | - | --- | --- | --- | - | - | --- | - | - |  |  |  |  | ----- | ---- |
| 1983 | Audi Sport | Audi quattro A1 e Audi Quattro A2 | 4 | 1 | 1 | 2 | Rit | Rit | Rit | 1 | 1 | Rit | 2 | 2 |  |  |  |  | 125   | 1º   |

| 1984 | Scuderia                   | Vettura                              |   |  |   |   |  |   |   |   |     |  |   |   |  |  |  |  | Punti | Pos. |
| ---- | -------------------------- | ------------------------------------ | - |  | - | - |  | - | - | - | --- |  | - | - |  |  |  |  | ----- | ---- |
| 1984 | Audi Sport e Audi Sport UK | Audi Quattro A2 e Audi Quattro Sport | 3 |  | 1 | 3 |  | 2 | 3 | 2 | Rit |  | 2 | 2 |  |  |  |  | 104   | 2º   |

| 1985 | Scuderia   | Vettura                                    |  |   |  |     |  |  |  |  |     |  |  |     |  |  |  |  | Punti | Pos. |
| ---- | ---------- | ------------------------------------------ |  | - |  | --- |  |  |  |  | --- |  |  | --- |  |  |  |  | ----- | ---- |
| 1985 | Audi Sport | Audi Quattro Sport e Audi Quattro Sport E2 |  | 4 |  | Rit |  |  |  |  | Rit |  |  | Rit |  |  |  |  | 10    | 22º  |

| 1986 | Scuderia   | Vettura               |   |  |  |  |  |  |  |  |  |  |  |  |  |  |  |  | Punti | Pos. |
| ---- | ---------- | --------------------- | - |  |  |  |  |  |  |  |  |  |  |  |  |  |  |  | ----- | ---- |
| 1986 | Audi Sport | Audi Quattro Sport E2 | 3 |  |  |  |  |  |  |  |  |  |  |  |  |  |  |  | 12    | 18º  |

| 1987 | Scuderia   | Vettura          |  |  |  |   |  |   |  |  |  |     |  |  |  |  |  |  | Punti | Pos. |
| ---- | ---------- | ---------------- |  |  |  | - |  | - |  |  |  | --- |  |  |  |  |  |  | ----- | ---- |
| 1987 | Audi Sport | Audi 200 Quattro |  |  |  | 1 |  | 3 |  |  |  | Rit |  |  |  |  |  |  | 32    | 8º   |

| 1988 | Scuderia                                | Vettura                         |     |     |   |     |  |     |  |  |  |     |  |  |     |  |  |  | Punti | Pos. |
| ---- | --------------------------------------- | ------------------------------- | --- | --- | - | --- |  | --- |  |  |  | --- |  |  | --- |  |  |  | ----- | ---- |
| 1988 | Mazda Rally Team Europe e GM Euro Sport | Mazda 323 4WD e Opel Kadett GSI | Rit | Rit | 4 | Rit |  | Rit |  |  |  | Rit |  |  | Rit |  |  |  | 10    | 30º  |

| 1989 | Scuderia                | Vettura       |   |  |  |  |  |  |  |  |     |  |  |  |   |  |  |  | Punti | Pos. |
| ---- | ----------------------- | ------------- | - |  |  |  |  |  |  |  | --- |  |  |  | - |  |  |  | ----- | ---- |
| 1989 | Mazda Rally Team Europe | Mazda 323 4WD | 4 |  |  |  |  |  |  |  | Rit |  |  |  | 9 |  |  |  | 12    | 27º  |

| 1990 | Scuderia                | Vettura                       |     |   |  |  |  |  |  |     |  |  |  |     |  |  |  |  | Punti | Pos. |
| ---- | ----------------------- | ----------------------------- | --- | - |  |  |  |  |  | --- |  |  |  | --- |  |  |  |  | ----- | ---- |
| 1990 | Mazda Rally Team Europe | Mazda 323 4WD e Mazda 323 GTX | Rit | 6 |  |  |  |  |  | Rit |  |  |  | Rit |  |  |  |  | 6     | 34º  |

| 1991 | Scuderia                | Vettura       |     |   |     |  |  |   |  |  |     |  |  |  |  |   |  |  | Punti | Pos. |
| ---- | ----------------------- | ------------- | --- | - | --- |  |  | - |  |  | --- |  |  |  |  | - |  |  | ----- | ---- |
| 1991 | Mazda Rally Team Europe | Mazda 323 GTX | Rit | 7 | Rit |  |  | 8 |  |  | Rit |  |  |  |  | 7 |  |  | 11    | 25º  |

| 1993 | Scuderia                             | Vettura                                            |  |     |  |  |  |  |  |  |   |  |  |  |  |  |  |  | Punti | Pos. |
| ---- | ------------------------------------ | -------------------------------------------------- |  | --- |  |  |  |  |  |  | - |  |  |  |  |  |  |  | ----- | ---- |
| 1993 | 555 Subaru WRT e Toyota Castrol Team | Subaru Legacy RS e Toyota Celica Turbo 4WD (ST185) |  | Rit |  |  |  |  |  |  | 7 |  |  |  |  |  |  |  | 4     | 38º  |

| Legenda | 1º posto | 2º posto | 3º posto | A punti | Senza punti | Ritirato | Squalificato | NP=Non partito C=Gara cancellata | Apice=Power stage |